# Pavlos Tsimas

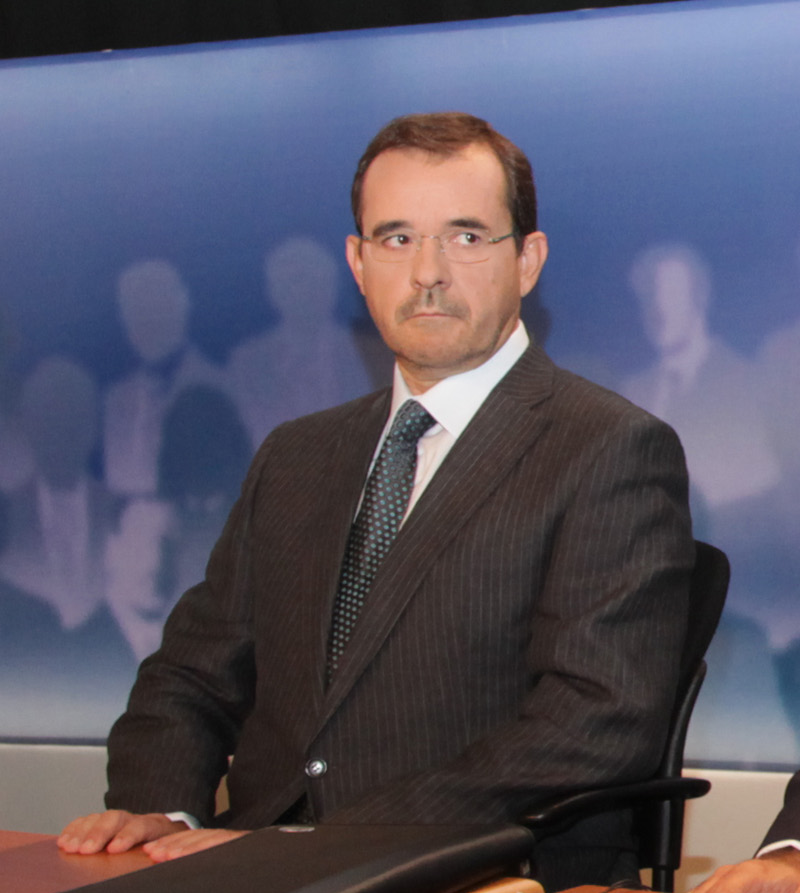
Pavlos Tsimas 2009

Pavlos Tsimas (griechisch Παύλος Τσίμας, * 6. Dezember 1953 in Athen) ist ein griechischer Journalist und Fernsehkommentator.

## Leben
Tsimas wuchs im Athener Stadtteil Kypseli auf und studierte Jura an der Athener Universität, von der er 1976 graduierte. Jedoch arbeitete er nur kurze Zeit als Rechtsanwalt. In den 1970er Jahren war er führendes Mitglied der kommunistischen Jugendorganisation KNE.
Er ist verheiratet und hat zwei Töchter.

## Karriere
Seit 1980 arbeitet Tsimas als Journalist. Seine Karriere begann er als politischer Redakteur der griechischen Tageszeitung Rizospastis, die bis heute der griechischen Kommunistischen Partei nahesteht. 1987 beteiligte er sich am Start des ersten privaten Radiosenders Griechenlands namens Athen 9,84. Seitdem arbeitete er regelmäßig für verschiedene Radiosender. Im Laufe seiner Karriere war er auch für mehrere Fernsehsender in Griechenland tätig, unter anderem MEGA Channel und ERT; er moderierte Talkshows und drehte Dokumentationssendungen. Parallel dazu schreibt Tsimas bis heute politische Kommentare für die griechische Tageszeitung Ta Nea. Seit 1993 kommentiert und berichtet er außerdem für den privaten Fernseh- und Radiosender SKAI und nimmt regelmäßig als Kommentator an dessen abendlichen Hauptnachrichten teil (Stand 2023).
Befragt nach seiner Arbeit als Journalist gab Tsimas an, er glaube, dass man im Journalismus Fragen stellen und nicht im Voraus Antworten geben sollte, man sollte Ruhe bewahren, Abstand halten, sich nicht von der eigenen Meinung beeinflussen lassen und sich den Standpunkt anderer anhören.
In seinem Vortrag „The Brave New World of new media“ (Die schöne neue Welt der neuen Medien) auf der Veranstaltung der TEDx Academy wies er 2017 darauf hin, dass wir in einer Zeit leben, in der die Menschen vom Internet und den sozialen Medien mit Nachrichten überschwemmt werden, und betonte, dass es dadurch die Gefahr der Polarisierung der Gesellschaft gäbe. Er halte es für wichtig, Nachrichten zu sortieren und sich Andersdenkenden gegenüber nicht zu verschließen.
In Griechenland gilt Tsimas als einer der beliebtesten und seriösesten Journalisten im Fernsehen, der besonders für seine Dokumentationssendungen bekannt ist.

## Auszeichnungen
Tsimas erhielt 1988 die Auszeichnung der Botsi-Stiftung (βραβείο του Ιδρύματος Μπότση) für seine journalistische Arbeit.

## Veröffentlichungen
- 2011 Το χρονικό της κρίσης (To chroniko tis krisis, Die Krisenzeit), Metaichmio Athen, ISBN 978-960-501-598-5.
- 2014 Ο φερετζές και το πηλήκιο (O feretzes kai to pilikio, Der Fes und der Quotient), Metaichmio Athen, ISBN 978-960-566-471-8.